# Windows Azure AppFabric
Windows Azure AppFabric（ウィンドウズ・アジュール・アップファブリック）は、マイクロソフトのクラウド プラットフォームにおけるミドルウェアサービス群である。
2009年の Professional Developer Conference で発表され、評価期間を経て、2010年4月9日に商用サービスを開始した。
なお、2012年5月にWindows Azureのサービス名の変更・統廃合が行われ、現在はWindows Azure AppFabricの名称は使われていない。

## 概要
Windows Azure AppFabric（以前の名称は、.NET Services）はマイクロソフトのデータセンターにある、クラウド上のミドルウェアサービス群である。
Windows Azure AppFabricはクラウドやオンプレミスを問わずアプリケーション間の連携を行う各種サービスが提供されており、利用者は目的に応じて必要な機能を有効化し利用することができる。
アプリケーション間連携等には標準的な仕様に基づき実装されており、RESTやSOAP、Atom/AtomPubといったオープンプロトコルや標準プロトコルが利用できる。またサービスの利用にあたっては.NETやJava、Ruby等のプログラミング言語や実行環境に依存しない。
商用サービスは2010年4月9日より開始された。

## Windows Azure AppFabricの機能
Windows Azure AppFabricには大きく以下のサービスが提供されている。

### Service Bus
Service Busは様々なメッセージングパターンを使用してセキュリティを確保したままアプリケーション間通信を行うサービスを提供する。Service Busを使用することでファイアウォール等により外部からの接続が制限されているオンプレミス環境下のアプリケーションと双方向の通信をService Bus経由で行うことができる。
主にアプリケーション間のリレー接続や双方向メッセージング等を実現する為に利用される。

### Access Control
Access Controlはクレームベースのセキュリティモデルとアクセスコントロールを実現するためのクレームベースのアイデンティティモデルを提供する。
2011年4月8日に大幅に機能がアップデートされ、[OAuth] 2.0 (Draft13) 対応など多くの拡張がなされた。

### Caching
Cachingは分散型インメモリキャッシュをサービスとして提供する。アプリケーションの出力キャッシュやセッションデータ等、様々なデータを格納することができる。一般的な用途としては、アプリケーションのパフォーマンスやスケーラビリティの向上を目的として利用される。
またCachingのベースとなるテクノロジは、Windows Server AppFabricの分散型インメモリキャッシュ（コードネーム:"Velocity"）となっており一部APIに制限があるものの同様に扱うことができる。
Cachingは2011年4月28日に正式リリースされた。

## Windows Azure AppFabric Labs
Windows Azure AppFabric Labsは開発段階の多数の機能について、開発者やコミュニティからフィードバックを受け取ることを目的としたクラウド上の開発環境である。
正式リリースされた商用のWindows Azure AppFabricとは異なり、Windows Azure AppFabric Labsは無償となっている。またSLA（サービス水準合意）は適用されない。

## Windows Server AppFabric
Windows Server AppFabricはWindows Azure AppFabricにある一部機能のベースとなっているオンプレミス型のミドルウェアサービス群である。
Windows Server AppFabricでは分散型インメモリキャッシング（コードネーム:"Velocity"）、Windows Workflow FoundationとWindows Communication Foundation(WCF)を使用したサービスの分散配置や永続性を伴うワークフロー（コードネーム:"Dublin"）を利用することができる。